# Каждое воскресенье (фильм, 1936)
«Каждое воскресенье» (англ. Every Sunday) — короткометражный чёрно-белый фильм, снятый на студии MGM в 1936 году. Единственный фильм, в котором приняли совместное участие Джуди Гарленд (первая самостоятельная роль под новым псевдонимом без «The Gumm Sisters») и Дина Дурбин (первая роль в кино вообще).

## Сюжет
Каждое воскресенье в саду маленького городка играет оркестр. Но однажды власти решают уволить его, поскольку людям он неинтересен. Внучка дирижёра Эдна (Дина Дурбин) и её подруга Джуди (Джуди Гарленд) хотят спасти оркестр от увольнения. Для этого они всю неделю обзванивают всех знакомых и расклеивают афиши. Но в очередное воскресенье на выступлении вновь почти никого нет. Тогда Эдна и Джуди сами выходят на сцену. Пение девушек привлекает массу публики и вызывает шквал оваций.

## История
В 1936 году у четырнадцатилетних Дурбин и Гарленд имелись действующие контракты с MGM, но студия не предлагала им работу в кино, намереваясь использовать только в качестве вокалисток. Когда срок действия их первых контрактов истекал, руководство решило, что студии не нужны сразу две певицы. Фильм должен был стать для них тестом и определить, чей контракт будет продлён.
После выхода фильма на экраны мнения руководства разделились. Вскоре из поездки по Европе вернулся Луис Б. Майер и постановил, что обе девушки должны быть сохранены. Но контракт Дурбин к тому времени уже истёк и её успела нанять Universal Studios, поэтому из этой пары в распоряжении MGM осталась только Гарленд.
Интересно то, что если Гарленд играет под своим псевдонимом Джуди, то Дурбин под своим настоящим именем Эдна, хотя в титрах она указана уже как Дина.

## Музыка
Сначала Дина Дурбин исполняет вокальный вальс «Il Bacio», написанный итальянским композитором Луиджи Ардити (впервые опубликован в 1860 году). Затем в исполнении Джуди Гарленд звучит попурри из песен «Waltz with the Swing» и «Americana», сочинённое Коном Конрадом и Гербом Магидсоном специально для этого фильма. После этого Дурбин и Гарленд дуэтом поют вокализ, получивший название «Opera VS Jazz» — Дина в классической оперной манере, а Джуди в эстрадной джазовой. И напоследок ещё раз звучит «Americana», на этот раз в дуэтном варианте.
«Americana» и «Opera VS Jazz» были записаны в студии 30 июня 1936 года. В 1996 году эти две песни были изданы на сборнике Judy Garland — «Collectors' Gems from The M-G-M Films».

## Джуди Гарленд о фильме
Моим первым фильмом был совместный с Диной тест, что-то вроде «Джаз против оперы». У меня было яблоко в руке и грязное лицо, а она была какой-то трансильванской принцессой или просто чокнутой. Я думаю, что единственные люди, которые когда-либо видели тот фильм — это руководители студии.
Оригинальный текст (англ.)My first film assignment was an overall screen test with Deanna, sort of on "Jazz Versus Opera". I had an apple in my hand and a dirty face, and she was the Princess of Transylvania or some crazy thing. But I think the only people who ever saw the film were the studio executives.

У Дины была неровная чёлка, а когда она выбрасывала одну руку в сторону, то выглядела как курица с подбитым крылом. Я была косолапая, постоянно спотыкалась, и у меня были прямые почти чёрные короткие волосы. К тому же на меня наложили очень мало косметики, поэтому мои глаза выглядели примерно такими же, как у свиньи!
Оригинальный текст (англ.)Deanna wore fuzzy bangs, and she had a trick then of holding one arm out from her side, like a chicken with a broken wing. I was so pigeon-toed I tripped myself, and I had straight hair, nearly black, and cut short. They didn't put much makeup on me either, so my eyes looked about as big as a pig's!

## Релиз на видео
В 1992 году был издан на VHS в качестве бонуса к фильму Летние гастроли. На DVD вышел в 2004 году бонусом к фильму Для меня и моей девочки.